# Genivolta
Genivolta é uma comuna italiana da região da Lombardia, província de Cremona, com cerca de 1.086 habitantes. Estende-se por uma área de 18 km², tendo uma densidade populacional de 60 hab/km². Faz fronteira com Azzanello, Casalmorano, Cumignano sul Naviglio, Soncino, Soresina, Villachiara (BS).

## Demografia
| Variação demográfica do município entre 1861 e 2011                               |
|                                                                                   |
| Fonte: Istituto Nazionale di Statistica (ISTAT) - Elaboração gráfica da Wikipedia |